# Sibiř

Sibiřský federální okruh
Geografické vyznačení Sibiře
Severní Asie

Sibiř (rusky: Сиби́рь) je území ležící mezi Uralem a Verchojanským pohořím. Historicky je od 17. století součástí Ruska. Sibiř zaujímá většinu rozlohy Ruské federace (asi 77 %, tzn. 13 mil. km²). V širším slova smyslu se k Sibiři někdy počítá i území mezi Verchojanským pohořím a Tichým oceánem, známé jako ruský Dálný východ. Sibiř má silně kontinentální podnebí a značné nerostné bohatství. Je velice řídce osídlena a mnohé oblasti jsou dostupné pouze letecky. Výjimku tvoří oblasti, které přiléhají k Transsibiřské magistrále, k mohutným říčním tokům nebo k Severnímu ledovému oceánu (v letním období).

## Přírodní poměry

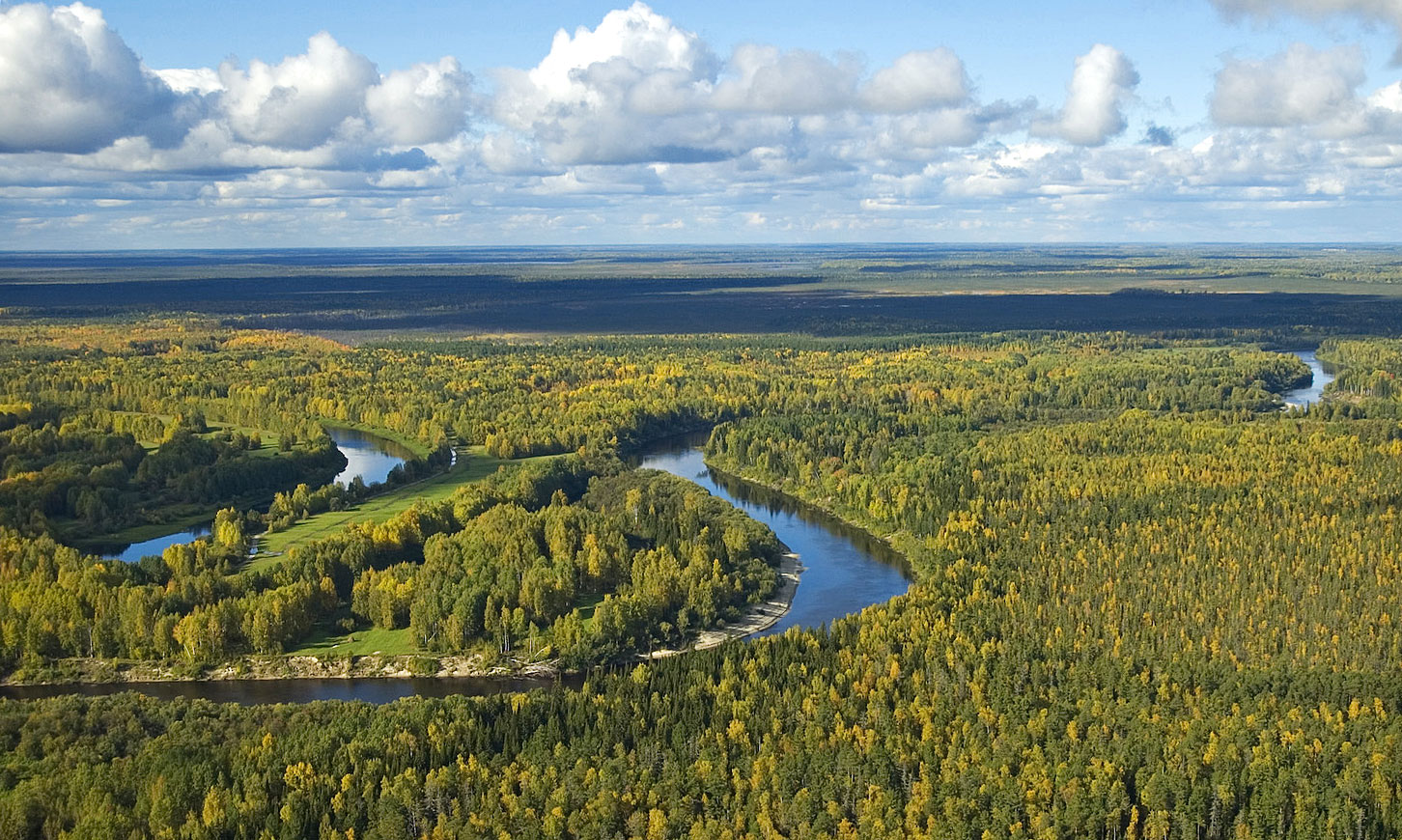
Sibiřská tajga – povodí řeky Vasjugan

Jezero Bajkal v zimě

Většina území Sibiře je pokryta tajgou, tundrou a četnými mokřady. Na západě území se nachází Západosibiřská rovina a Středosibiřská vysočina, ostatní části Sibiře jsou hornaté. Z jihu na sever protékají Sibiří tři veletoky – Ob, Jenisej a Lena. Velká část půdy je tvořena permafrostem, což ztěžuje těžbu surovin. Nejvyšší horou je Bělucha, ležící na hornatém jihu u hranice s Kazachstánem. V jižní části východní Sibiře se nachází jezero Bajkal s největší světovou zásobou sladké vody.
Podnebí je převážně kontinentální, na nejzazším severu subarktické až arktické. V zimě dosahují teploty až −60 °C, převážně na jihu však neklesají pod −30 °C. S příchodem jara dochází k prudké změně, léta jsou mírná, s teplotou dosahující občas i přes 20 °C. Vzhledem k četným mokřadům zakomponovaným do tajgy jsou některé oblasti v létě značně nepřátelské snesitelnému životu kvůli obrovskému množství komárů, muchniček a dalšího obtížného hmyzu. V těchto mokřadech je pravděpodobně vázáno množství methanu, což by mohlo působit problémy v souvislosti s globálním oteplováním.
Dne 30. června 1908 v 7:15 hodin došlo v prostoru centrální Sibiře (v dnešním Krasnojarském kraji) k tzv. tunguské události. Mimořádně silný výbuch ve výšce 5 až 10 km nad zemským povrchem vyvrátil a přelámal více než 80 milionů stromů v oblasti přibližně 2150 km². Většina vědců se domnívá, že to bylo důsledkem výbuchu meteoru nebo komety. Přesto nebyl nikdy nalezen žádný kráter ani zbytky meteoritu. Událost měla tehdy největší dopad na Zemi v zaznamenané historii. Výbuch 15 megatun představuje energii asi 1000krát větší než byla energie uvolněná z atomové bomby shozené na Hirošimu.

## Historie

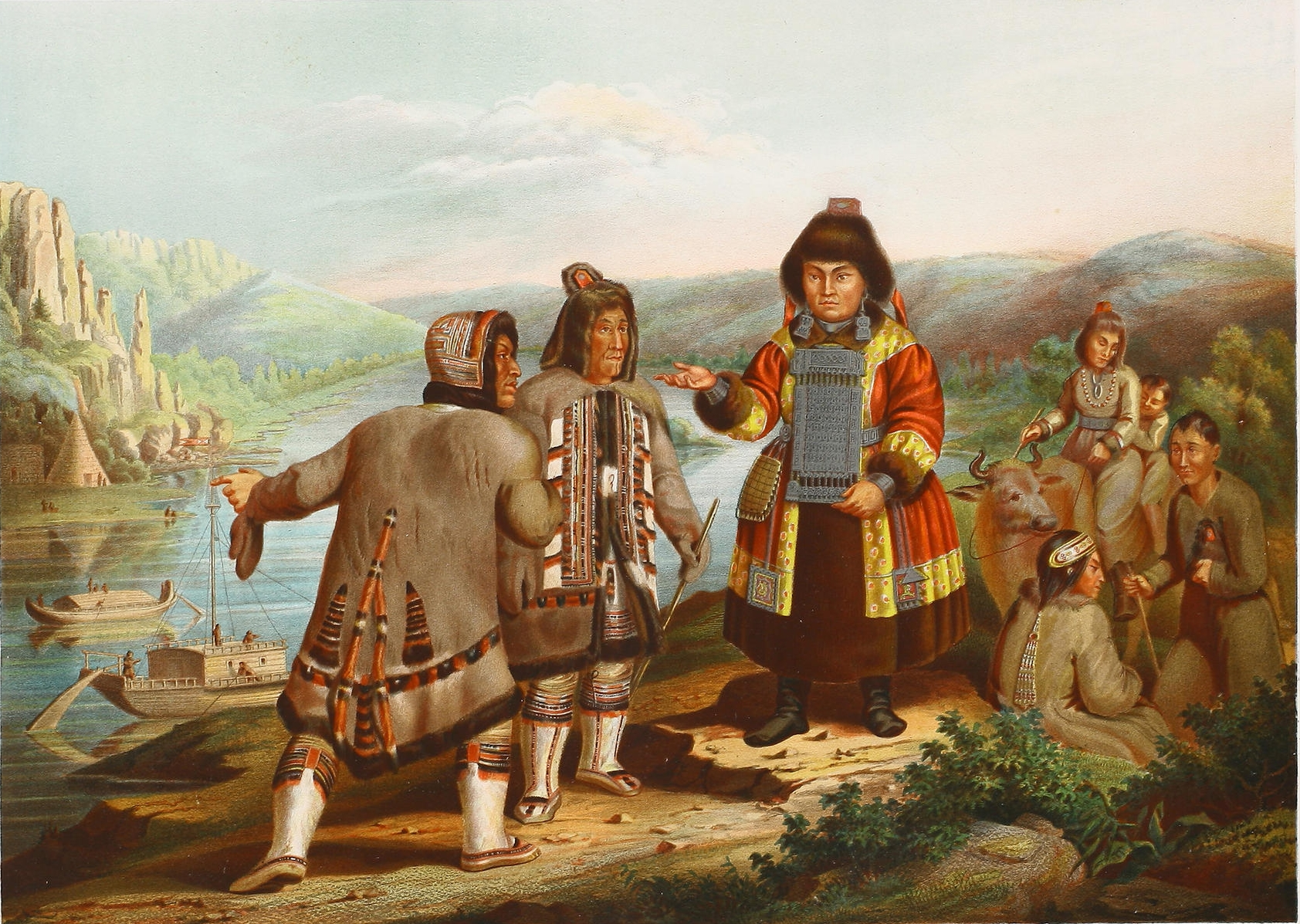
Historická malba znázorňující Jakuty, původní obyvatele Sibiře

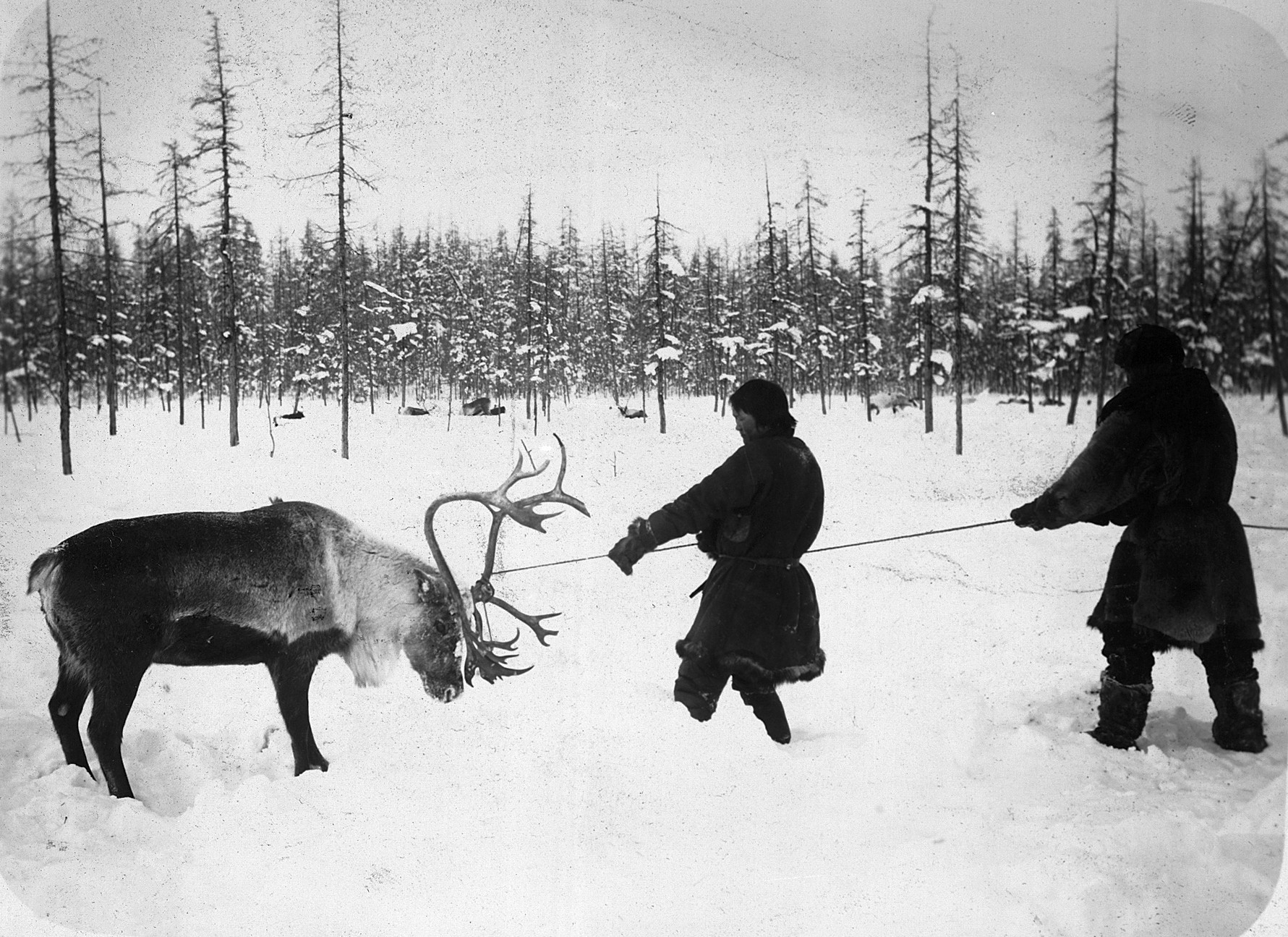
Sibiřští chovatelé sobů (1890)

Na mnohých místech Sibiře byla nalezena těla uhynulých mamutů a dalších prehistorických zvířat až z pleistocénu, dobře uchovaná v ledu nebo permafrostu. Původní obyvatelé jejich masem krmili své psy a z klů vyráběli ozdoby, sošky nebo rukojeti nožů, dnes jsou již některé exempláře uchovány. Poslední mamuti na světě vyhynuli na Wrangelově ostrově až okolo roku 2000 př. n. l. První lidé obývali jižní Sibiř asi před 40 000 lety.
Sibiř byla obývána různými skupinami nomádů, jako jsou Něnci, Enci, Hunové, Skytové a Ujgurové. Mongolové dobyli celou část jižní Sibiře počátkem 13. století. Turkičtí Jakuti migrovali na sever od jezera Bajkal pod tlakem mongolských kmenů během 13. až 15. století. S rozpadem Zlaté hordy byl koncem 15. století založen tzv. Sibiřský chanát. Celková sibiřská populace tehdy nepřesahovala 300 000 osob. Nyní nepředstavují původní obyvatelé více než 10 % celkové populace Sibiře. Carské Rusko ovládlo Sibiřský chanát v 16. století a pokračovalo kolonizováním území dále na východ. Nejprve začali postupovat na Sibiř obchodníci a kozáci, ruská armáda poté zakládala pevnosti dál na východ, aby ochránila nové osadníky z evropského Ruska. Byla založena města Mangazeja, Tara, Jenisejsk a Tobolsk, který byl deklarovaným hlavním městem Sibiře. Gerhard Mercator v mapě publikované v roce 1595 označuje jako „Sibier“ jednak pevnost nedaleko Tobolsku, jednak okolní území až k řece Ob.
V polovině 17. století carské Rusko vytvořilo oblasti kontroly, které sahaly až k Pacifiku. Roku 1709 žilo na Sibiři zhruba 230 000 Rusů. Přibližně sedm milionů lidí se nastěhovalo na Sibiř z evropského Ruska mezi lety 1801 a 1914. Sibiř má rozsáhlé přírodní zdroje. Velkou moderní změnou na Sibiři byla Transsibiřská železnice, postavená za vlády ruského cara Alexandra III. Podél trati vznikala nová města, např. Novosibirsk.

### Českoslovenští legionáři
V letech 1918 až 1920 se na Sibiři pohybovalo a žilo okolo 70 000 československých legionářů.

## Obyvatelé

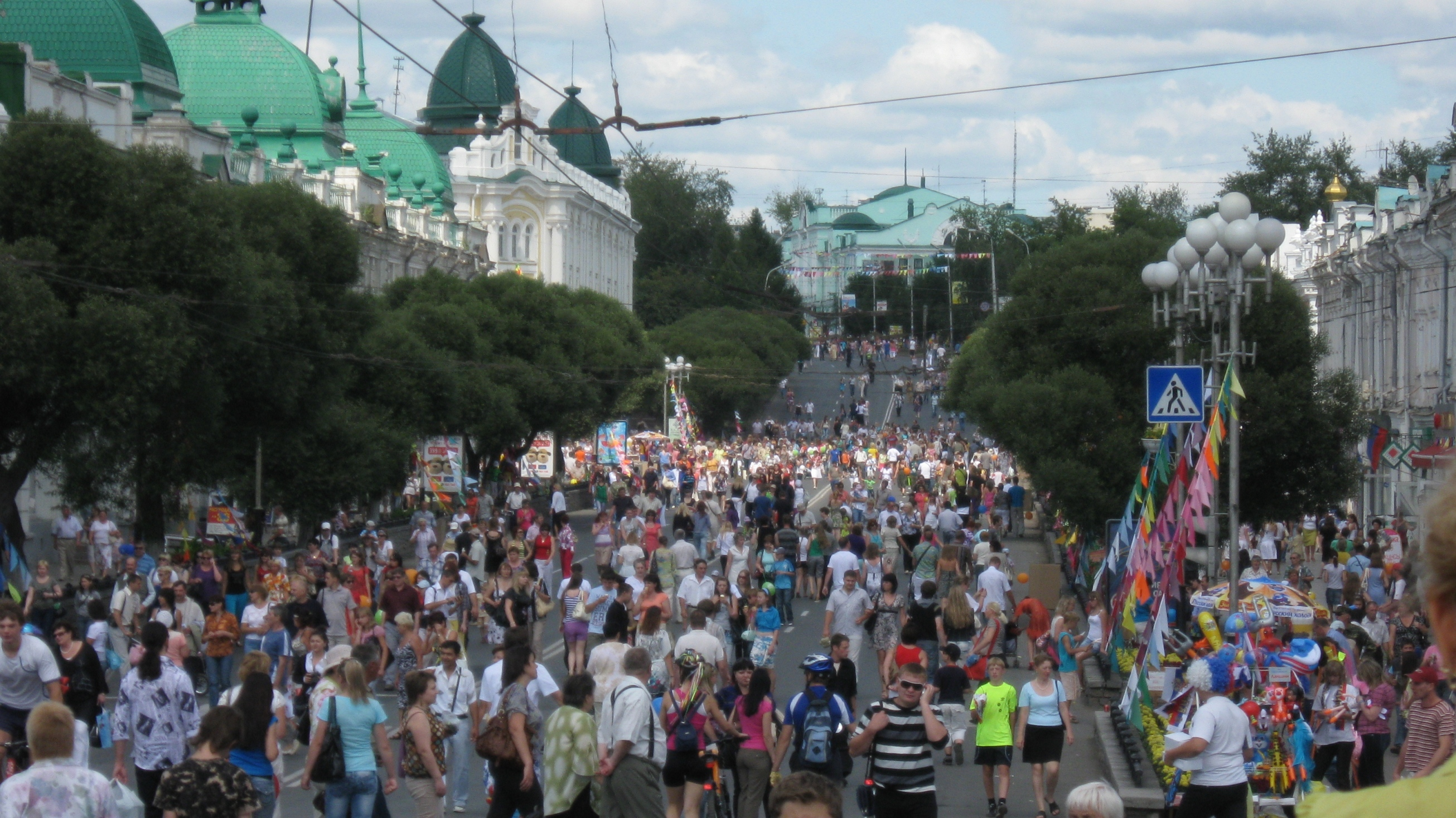
Den města Omsk

Dnešní osídlení Sibiře tvoří množství původních národností, nad nimiž však početně převažují přistěhovaní Rusové a Ukrajinci, kteří na Sibiř pronikli už na konci 16. století, ale žijí zejména ve městech a v průmyslových oblastech na jihu a v oblasti Dálného východu. V roce 2023 na Sibiři trvale žilo 36,8 milionů lidí.
K původním obyvatelům Sibiře patří na třicet etnik (národností), hovořících uralskými, altajskými, čukotsko-kamčatskými, jukagirskými, jenisejskými nebo izolovanými jazyky. Na jihu Sibiře žijí například Altajci, Burjati, Chakasové a Tuvinci, v západní části Chantové, Mansové, Ketové a Něnci, ve střední a východní části Sibiře např. Evenové, Evenkové, Jakuti a Jukagirové, nejzazší sever Sibiře (poloostrov Tajmyr) obývají Nganasanové a Dolganové. Na Čukotce a Kamčatce žijí Čukčové, asijští Eskymáci, Itelmenové a Korjaci, ostrov Sachalin je domovem Ainuů a Nivchů, ruský Dálný východ v povodí Amuru obývají Nanajci, Ulčové, Oročové a Udegejci. Tyto národy tradičně žijí z lovu, rybolovu, chovu sobů, někteří chovají i koně a skot nebo se věnují zemědělství. Většina původních národů již nežije tradičním způsobem života. Stále silněji se u původních obyvatel Sibiře projevuje asimilace s Rusy.
Ačkoli se zde rozšířilo východní křesťanství, resp. pravoslaví, množství od civilizace odříznutých kmenů praktikuje tradiční šamanismus a animismus.

## Ekonomika

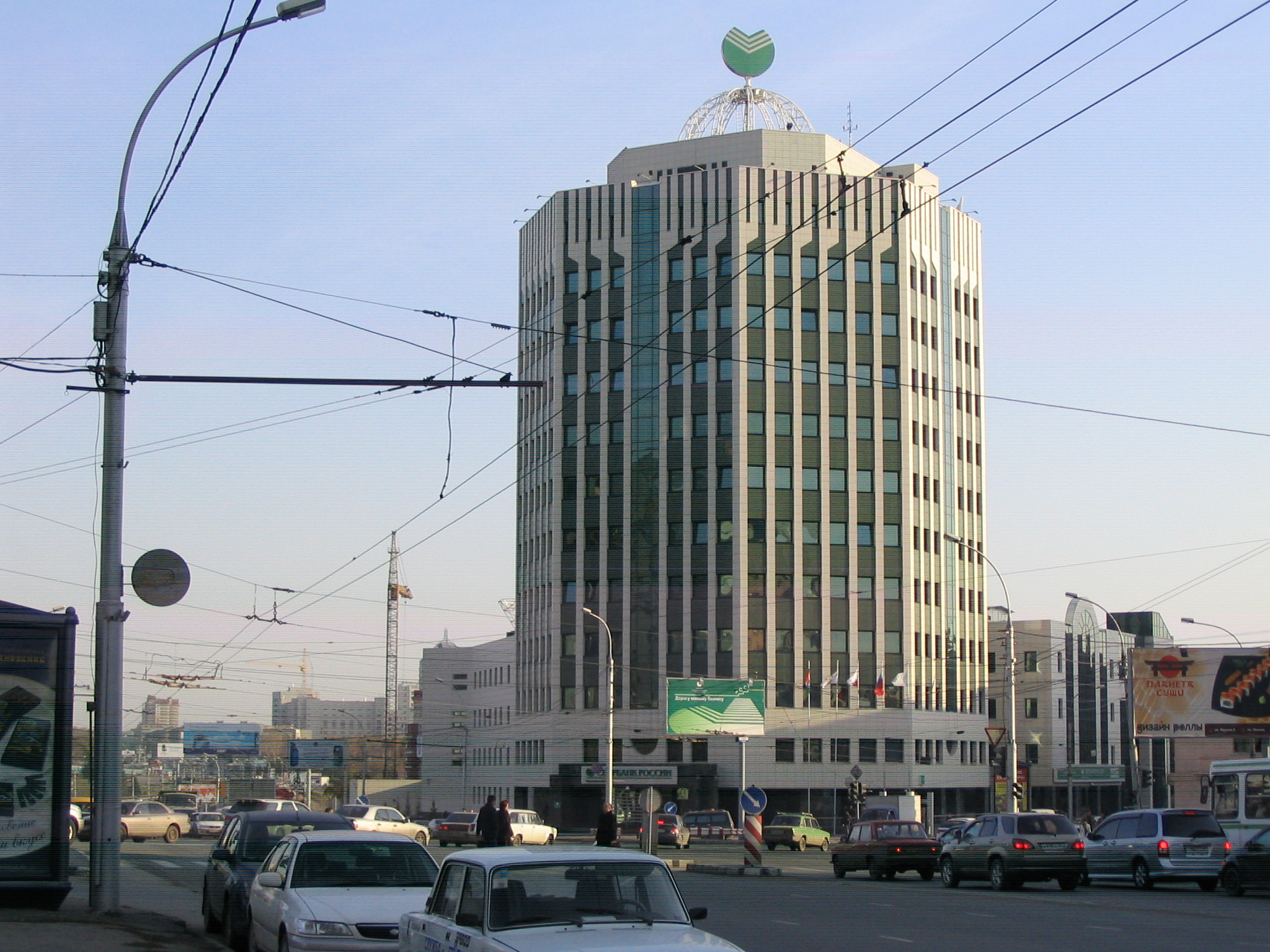
Sídlo ruské banky v Novosibirsku

V severní části Sibiře se těží téměř všechny nerostné suroviny, rozsáhlá je též těžba dřeva a lov. Většina surovin se převáží na jih do průmyslových oblastí ke zpracování, případně se vyvážejí do evropské části Ruska nebo přes Severní ledový a Tichý oceán na východ do Japonska, USA a Kanady.
Města jsou zásobována energií převážně z tepelných elektráren, velký podíl má také produkce velkých vodních elektráren (Bratská, Zejská, Bogučanská). Z ekonomického i environmentálního hlediska hraje klíčovou úlohu těžba ropy, ovšem ropovody vedoucí Sibiří jsou převážně v dezolátním stavu, což se projevuje značnými ztrátami ropy při přepravě a s tím souvisejícím těžkým poškozením životního prostředí okolo trasy ropovodu.
Mnoho původních obyvatel se živí tradičním chovem sobů a jakutských koní, lovem kožešinové zvěře nebo rybolovem.

## Doprava

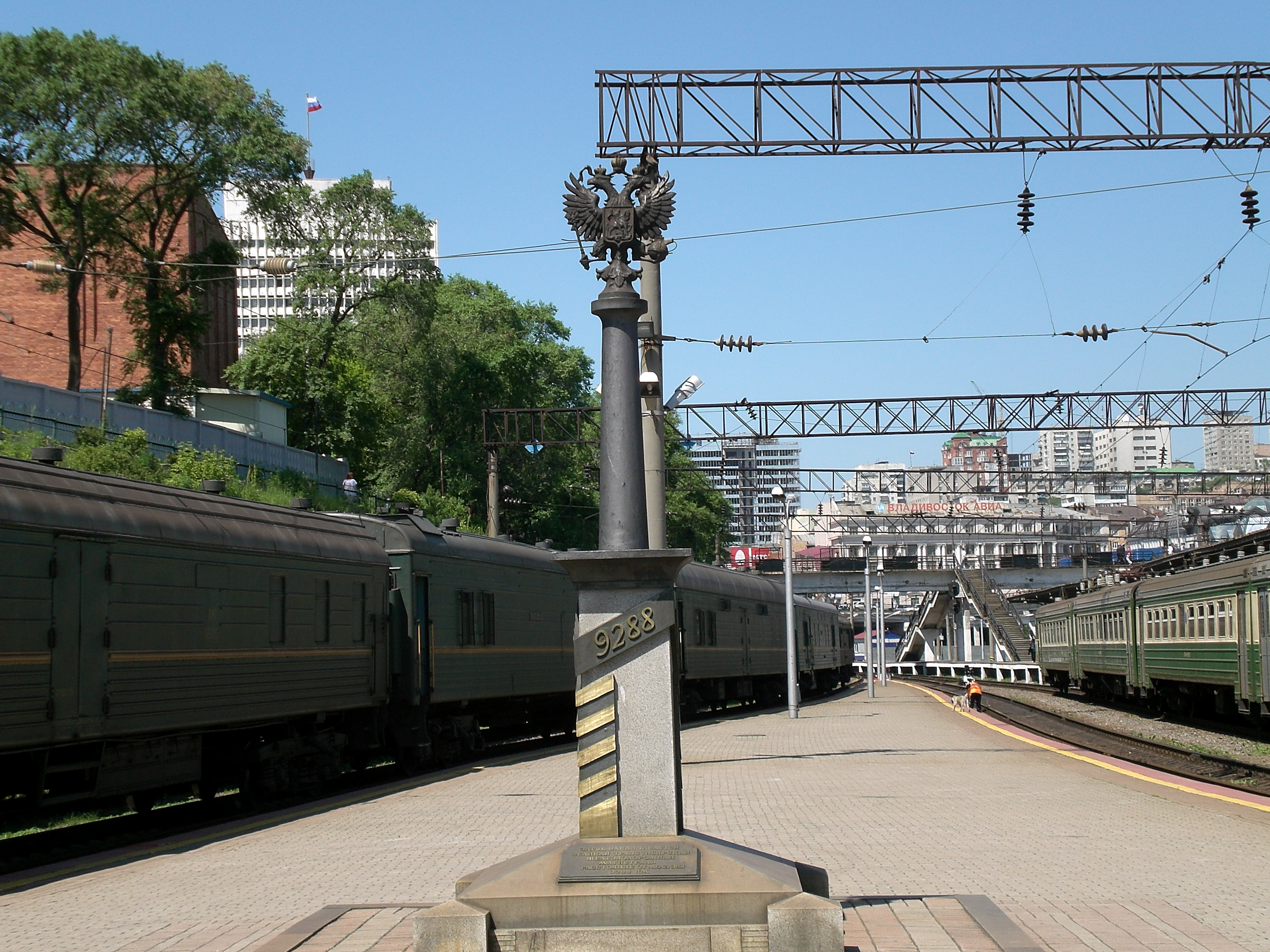
Kilometrovník Transsibiřské magistrály ve Vladivostoku

Stěžejní dopravní tepnou Sibiře je Transsibiřská magistrála, postavená na začátku 20. století (s některými nedávno otevřenými novými úseky). Spojuje téměř všechna průmyslová města (výjimkou jsou Barnaul a Novokuzněck). Nezastupitelná je doprava letecká, letiště jsou ve všech větších městech. Po Bajkalském jezeře je provozována vodní plavba (do roku 1911 převoz vlaků).

## Významná města
- Abakan
- Angarsk
- Barnaul
- Bratsk
- Čita
- Gorno-Altajsk
- Chanty-Mansijsk
- Irkutsk
- Jakutsk
- Kemerovo
- Krasnojarsk
- Kyzyl
- Omsk
- Norilsk
- Novokuzněck
- Novosibirsk
- Rubcovsk
- Tomsk
- Ťumeň
- Ulan-Ude

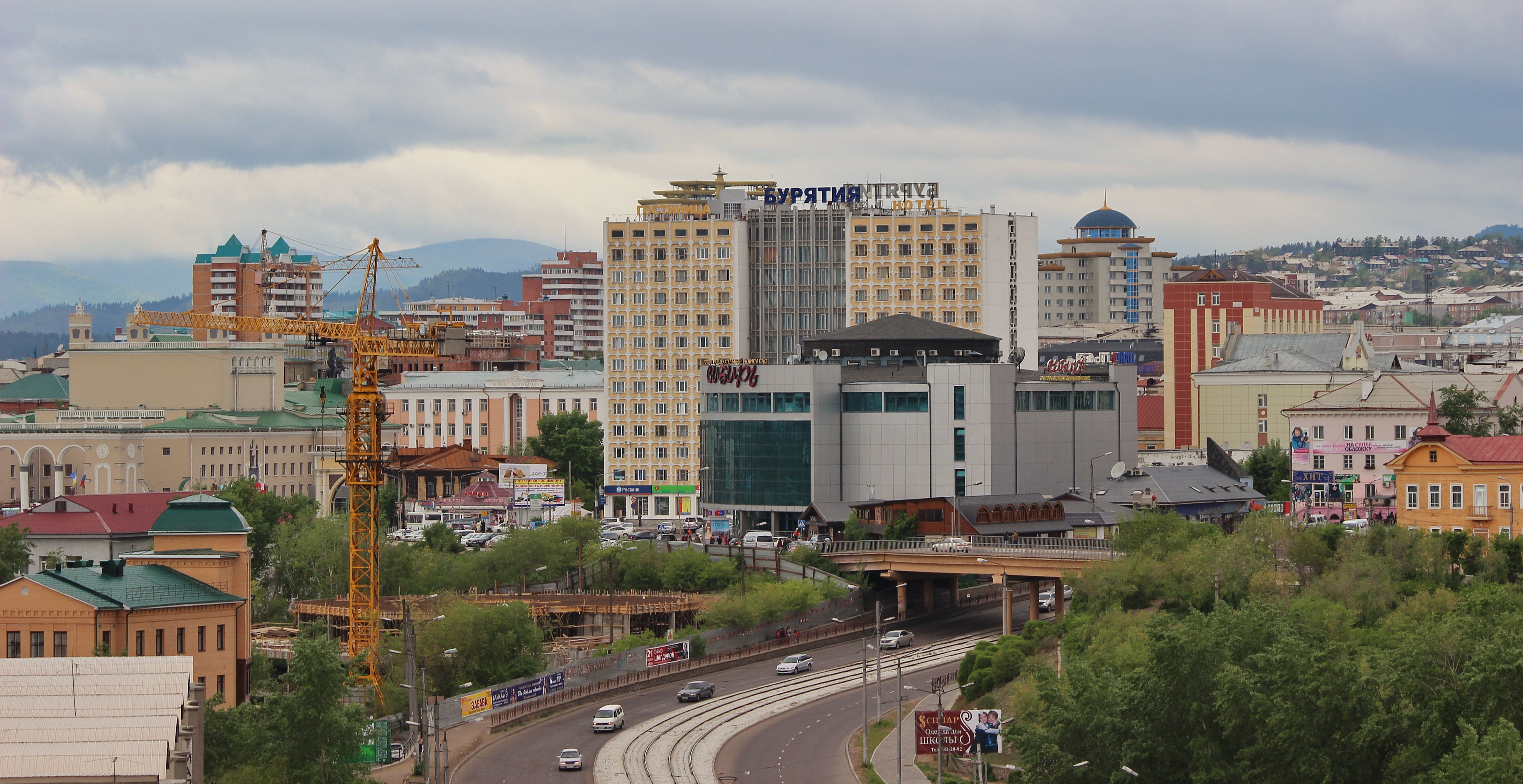
Ulan-Ude je hlavním městem Burjatska
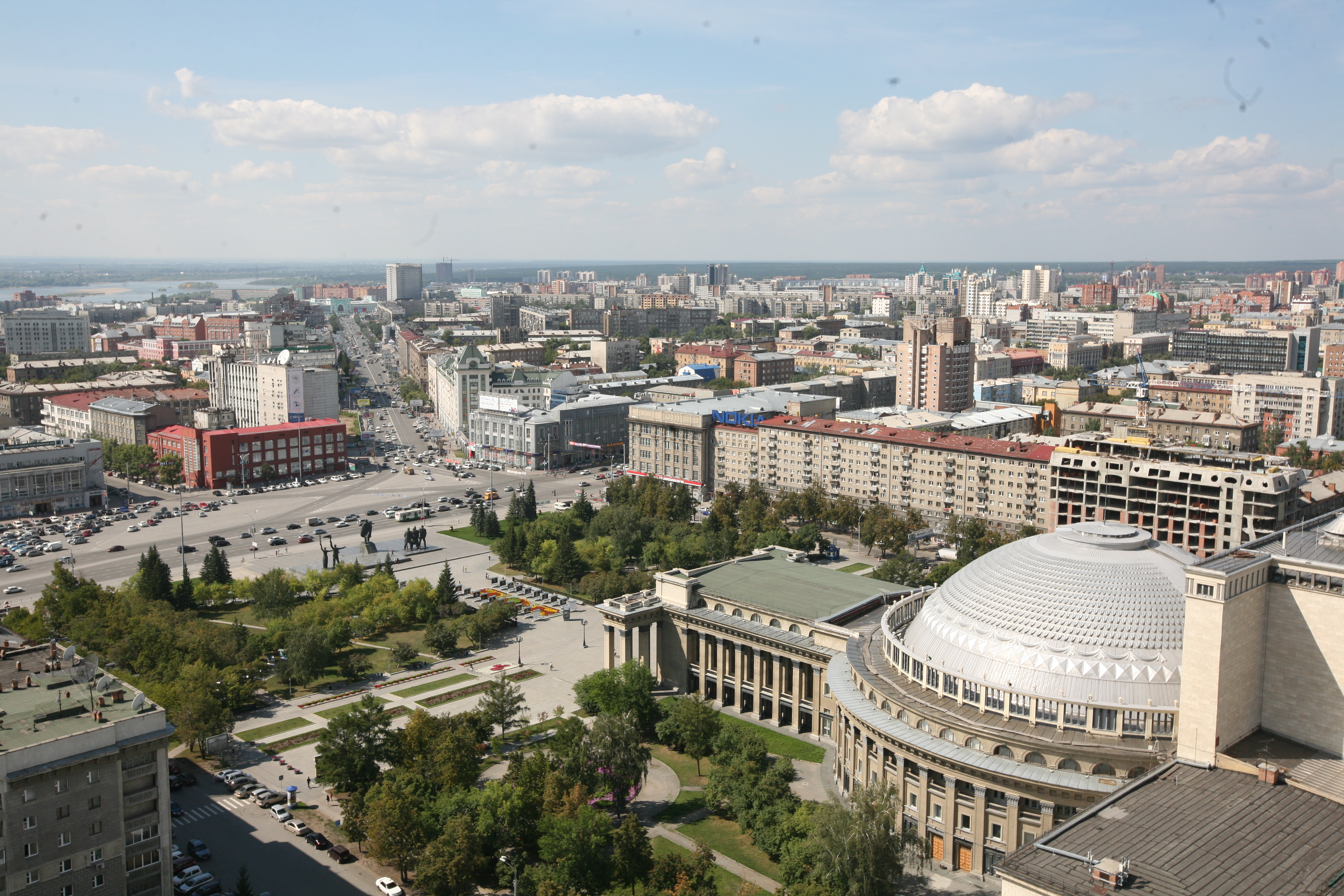
Nejlidnatější sibiřské město Novosibirsk
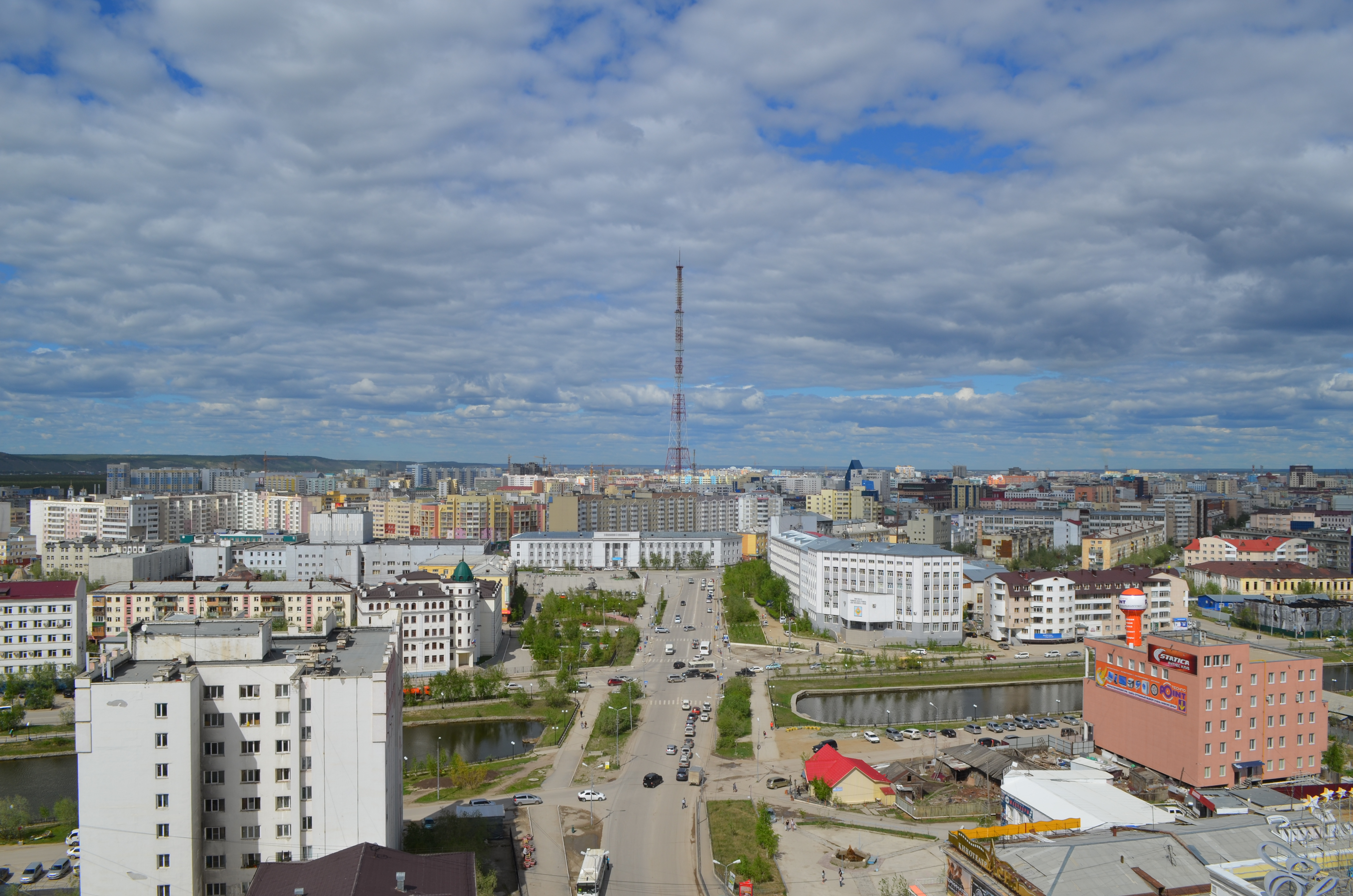
V Jakutsku v zimě bývají mrazy až −40 °C
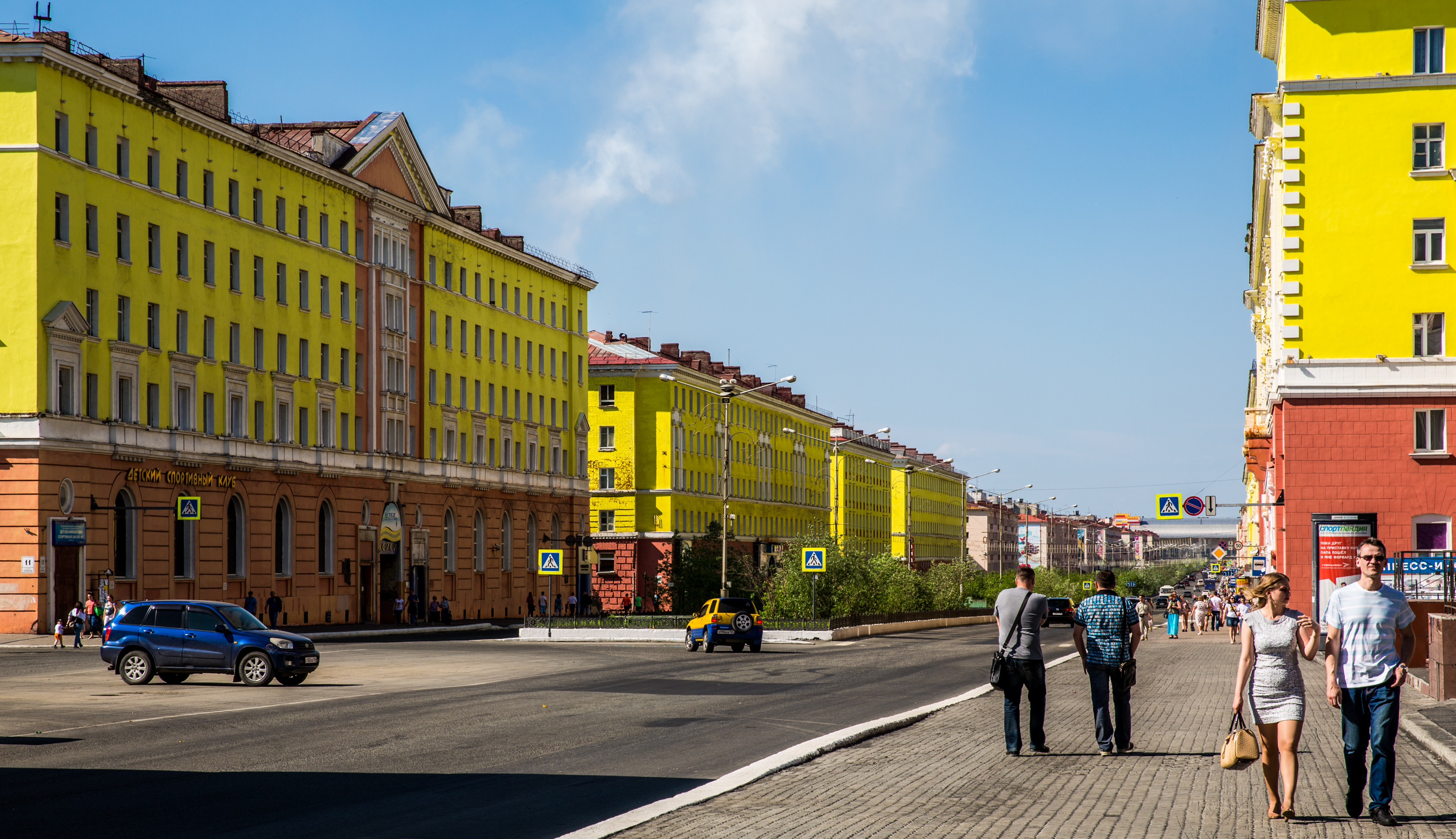
Norilsk je jedním z nejsevernějších měst na světě
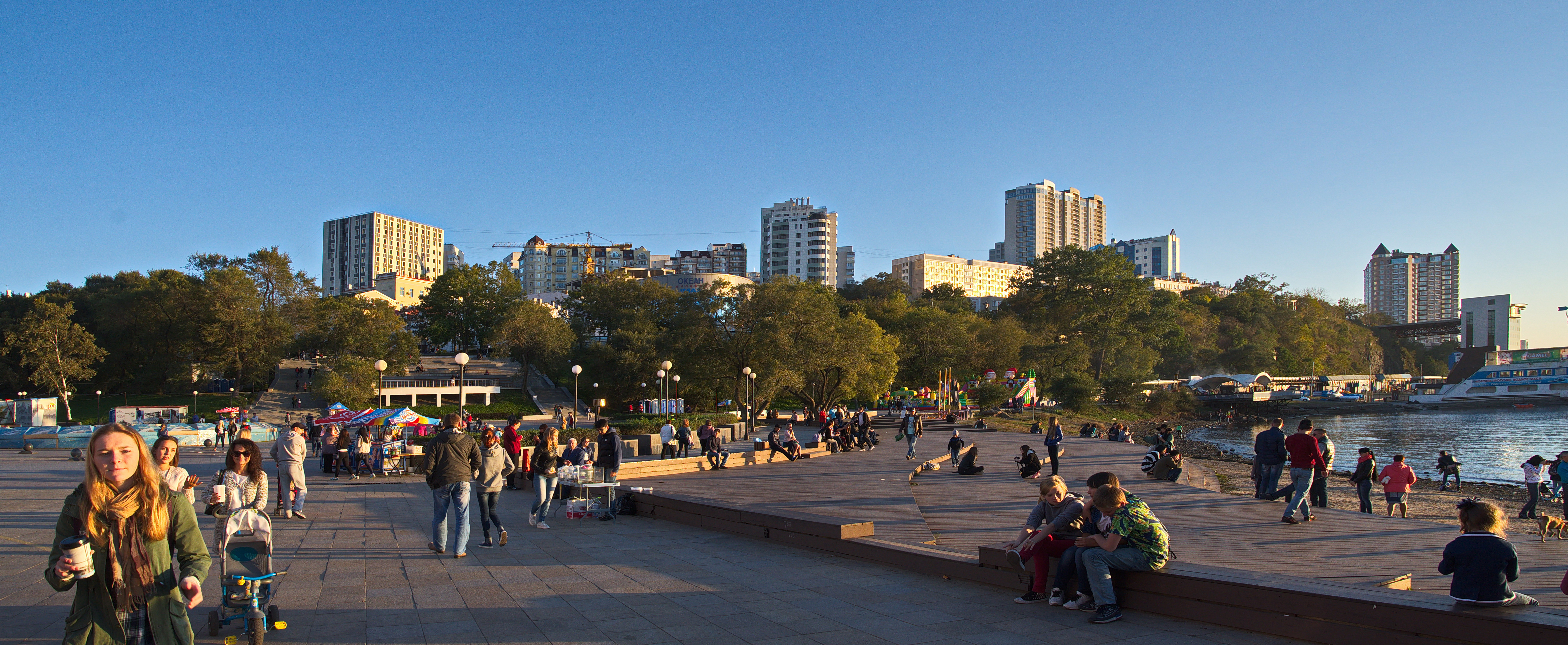
Vladivostok na pobřeží Tichého oceánu
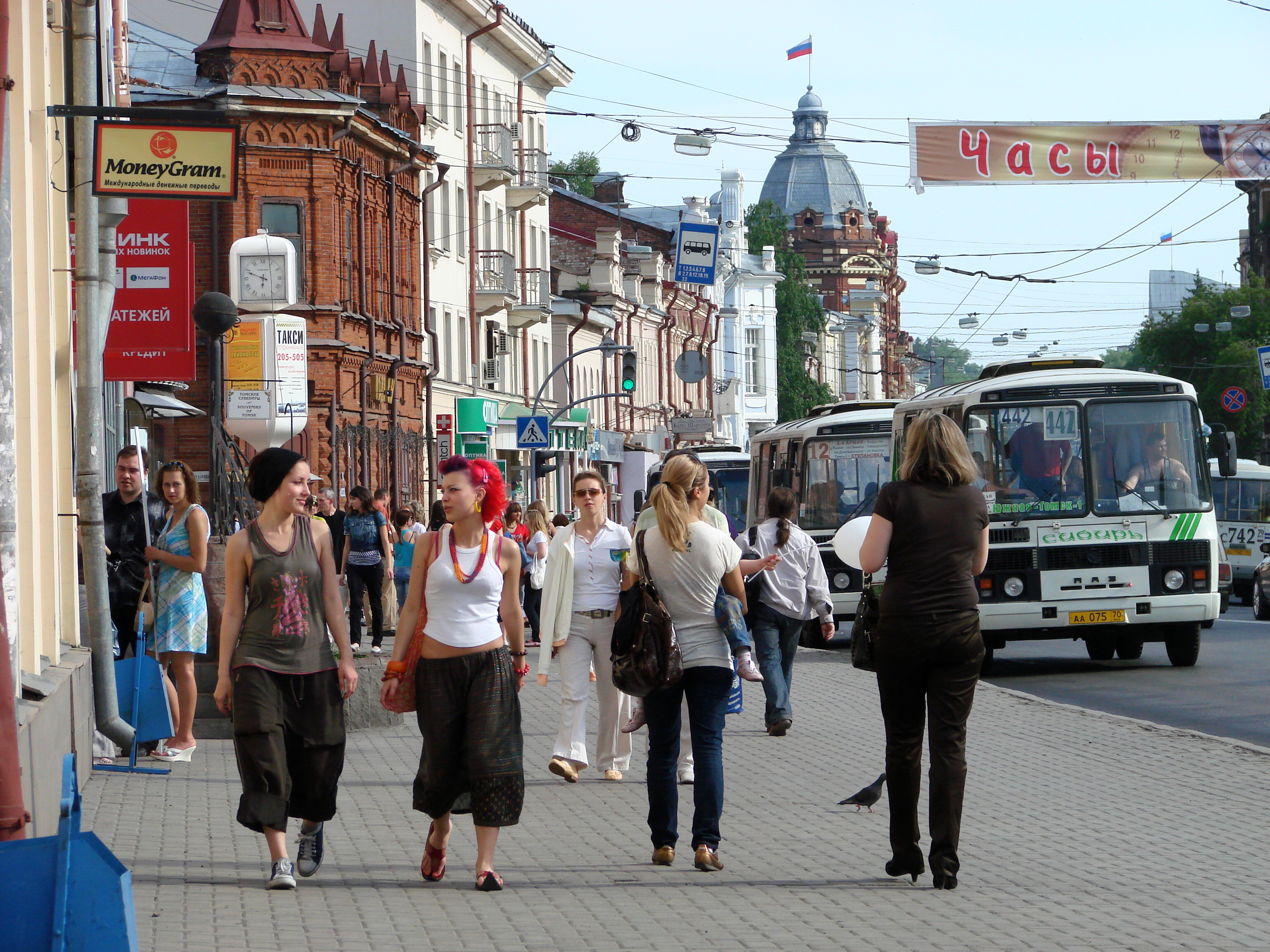
Tomsk byl založen roku 1604
Chabarovsk na pravém břehu řeky Amur
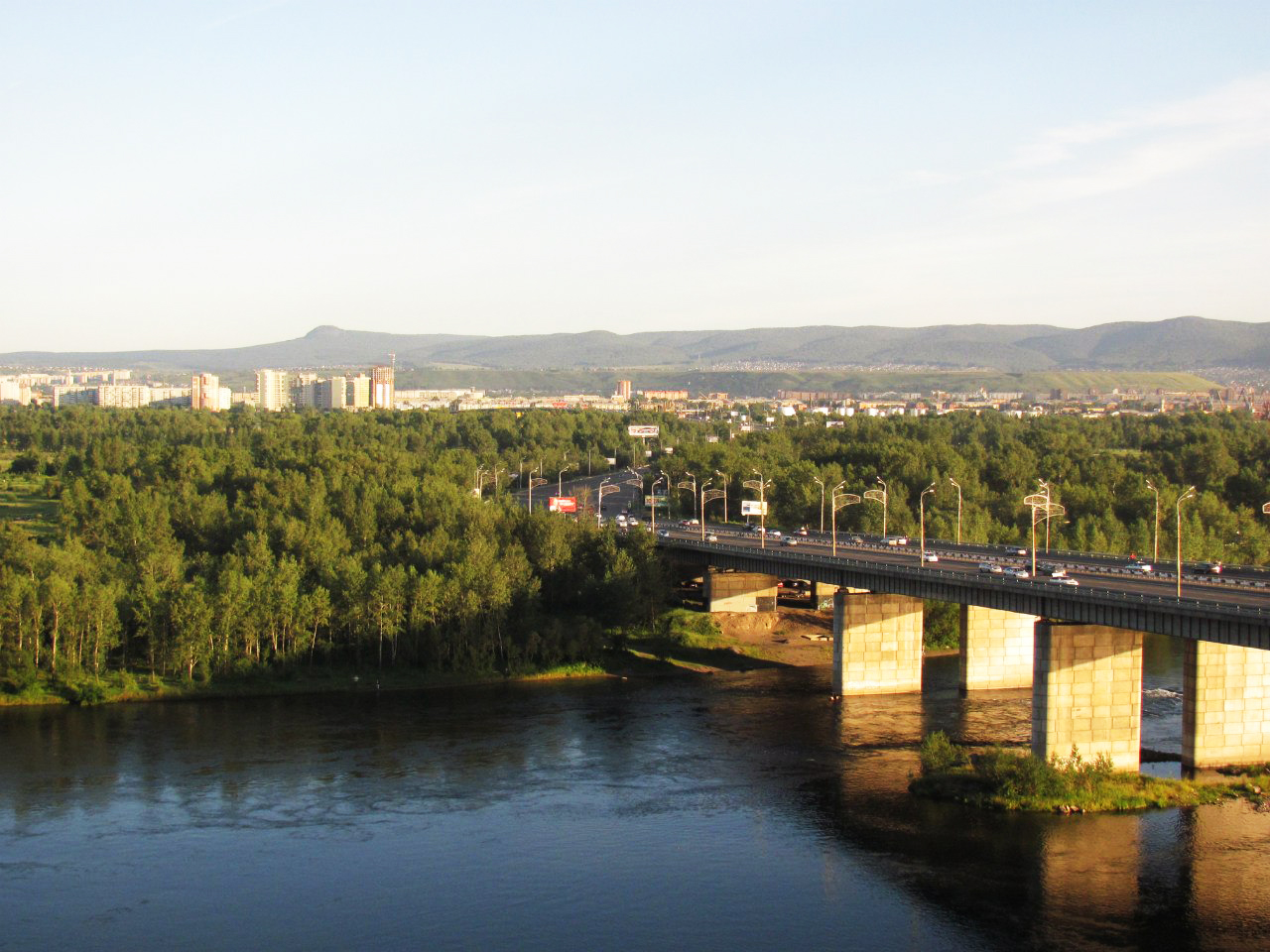
Krasnojarsk založili kozáci roku 1628